# Doctor Detroit
Pour plus de détails, voir Fiche technique et Distribution.
Doctor Detroit est une comédie américaine réalisée par Michael Pressman, sortie en 1983.

## Synopsis
Un proxénète guindé accumulant les difficultés professionnelles s'endette auprès du chef de la mafia locale. Dans l'espoir de disparaître incognito, il invente un stratagème qui va lui permettre de gagner du temps. Il crée le "Docteur Detroit", un caïd névrosé fraîchement débarqué en ville qui rêve de faire main basse sur tout le marché. À la recherche du parfait pigeon, il jette son dévolu sur Clifford Skridlow, un professeur de lettres coincé.

## Fiche technique
- Titre : Doctor Detroit
- Réalisation : Michael Pressman
- Scénario : Bruce Jay Friedman, Carl Gottlieb & Robert Boris
- Musique : Lalo Schifrin
- Photographie : King Baggot
- Montage : Christopher Greenbury
- Production : Robert K. Weiss
- Sociétés de production : Black Rhino Productions & Brillstein Company
- Société de distribution : Universal Studios
- Pays de production :  États-Unis
- Langue : Anglais
- Format : Couleur - Stéréo - 1.85:1
- Genre : Comédie et espionnage
- Durée : 90 minutes
- Public : Tous
- Dates de sortie :
  - États-Unis : 6 mai 1983
  - France : 23 juillet 1983

## Distribution
- Dan Aykroyd (VF : Jean-Pierre Leroux) : Clifford Skridlow / Doctor Detroit
- Howard Hesseman (VF : Jacques Thébault) : Smooth Walker
- Thomas Kent Carter (VF : François Leccia) : Diavolo Washington
- Fran Drescher : Karen Blittstein
- Donna Dixon : Monica McNeil
- Lydia Lei : Jasmine Wu
- Lynn Whitfield : Thelma Cleland
- Kate Murtagh : "Môme"
- George Furth (VF : Michel Gudin) : Arthur Skridlow
- Nan Martin : Margaret Skridlow
- Peter Aykroyd : M. Frankman
- Robert O. Cornthwaite : Le professeur Blount
- Parley Baer : Le juge Robert E. Lee Davis-Jackson
- Steven Williams : Junior Sweet
- Andrew Duggan (VF : Georges Berthomieu) : Harmon Rausehorn
- James Brown : Lui-même